# Доценко Віктор Петрович
Віктор Петрович Доценко (нар. 10 грудня 1975, Київ, СРСР) — колишній український футболіст, півзахисник та захисник. Відомий, здебільшого, виступами за полтавську «Ворсклу» та одеський «Чорноморець».

## Клубна кар'єра
Віктор Доценко почав займатися футболом у київській СДЮШОР «Зміна». Продовжив навчання в київському спортінтернаті (тренер — Федір Медвідь). Наступною командою Віктора був аматорський клуб «Олімпік».
Після завершення навчання в спортінтернаті, Федір Медвідь відправив Віктора і ще кількох хлопців на збори до Львова. Після оглядин у «Карпатах», Мирон Маркевич вирішив підписати з Доценко контракт строком на один рік. 15 травня 1994 у складі «Карпат» у матчі з вінницькою «Нивою» дебютував у вищій лізі чемпіонату України.
Після закінчення контракту з львівською командою, Віктора запросили в Донецьк. Заграти в «Шахтарі» виявилося не так просто. У складі «гірників» у той час грали сім кандидатів у національну збірну, багато хлопців також виступали за українську «молодіжку». Доценко зіграв всього 2 матчі у розіграшах Кубка України і був відправлений в оренду. Пограв у командах «Скіфи» (Львів), «Нива» (Тернопіль), «Металург» (Донецьк), «Кривбас», «Сталь» (Алчевськ), «Миколаїв».
1999 року Анатолій Коньков, який перейшов з «Миколаєва» у «Ворсклу» забрав Доценко і Сергія Онопко разом з собою. У полтавській команді зіграв більше 100 матчів, виступав в Кубку УЄФА 2000-01 (3 гри). У 2002 році покинув команду через затримку заробітної плати. Далі виступав у «Чорноморці» (обирався капітаном команди) та луганській «Зорі».

## Виступи за збірну
Виступав за юнацьку збірну України U-18.